# گویانیا آرنا
گویانیا آرنا یک سالن سرپوشیده ورزشی است که بیشتر برای مسابقات والیبال استفاده می‌شود و در شهر گویانیا برزیل واقع شده‌است. گنجایش این سالن برای برگزاری کنسرت‌ها ۱۵۰۰۰ نفر و برای استفاده ورزشی ۱۱۳۳۳ تماشاگر است. این ورزشگاه میزبان کنسرت‌ها و رویدادهای ورزشی سرپوشیده، مانند والیبال، بسکتبال و یواف‌سی بوده‌است.

## تاریخچه
گویانیا آرنا در سال ۲۰۰۲ افتتاح شد. این ورزشگاه میزبان تعدادی از بازی‌های انتخابی جام جهانی بسکتبال ۲۰۱۹ فیبا بود که در نتیجه آن تیم ملی بسکتبال بزرگسالان برزیل توانست به آن راه یابد.